# Orquesta Sinfónica de Basilea
La Sinfonieorchester Basel (Orquesta Sinfónica de Basilea) es una orquesta sinfónica con sede en Basilea, Suiza. Su principal sala de conciertos es el Musiksaal de la Stadtcasino. Además, la orquesta acompaña de las producciones de ballet y de ópera en el Teatro de Basilea. 

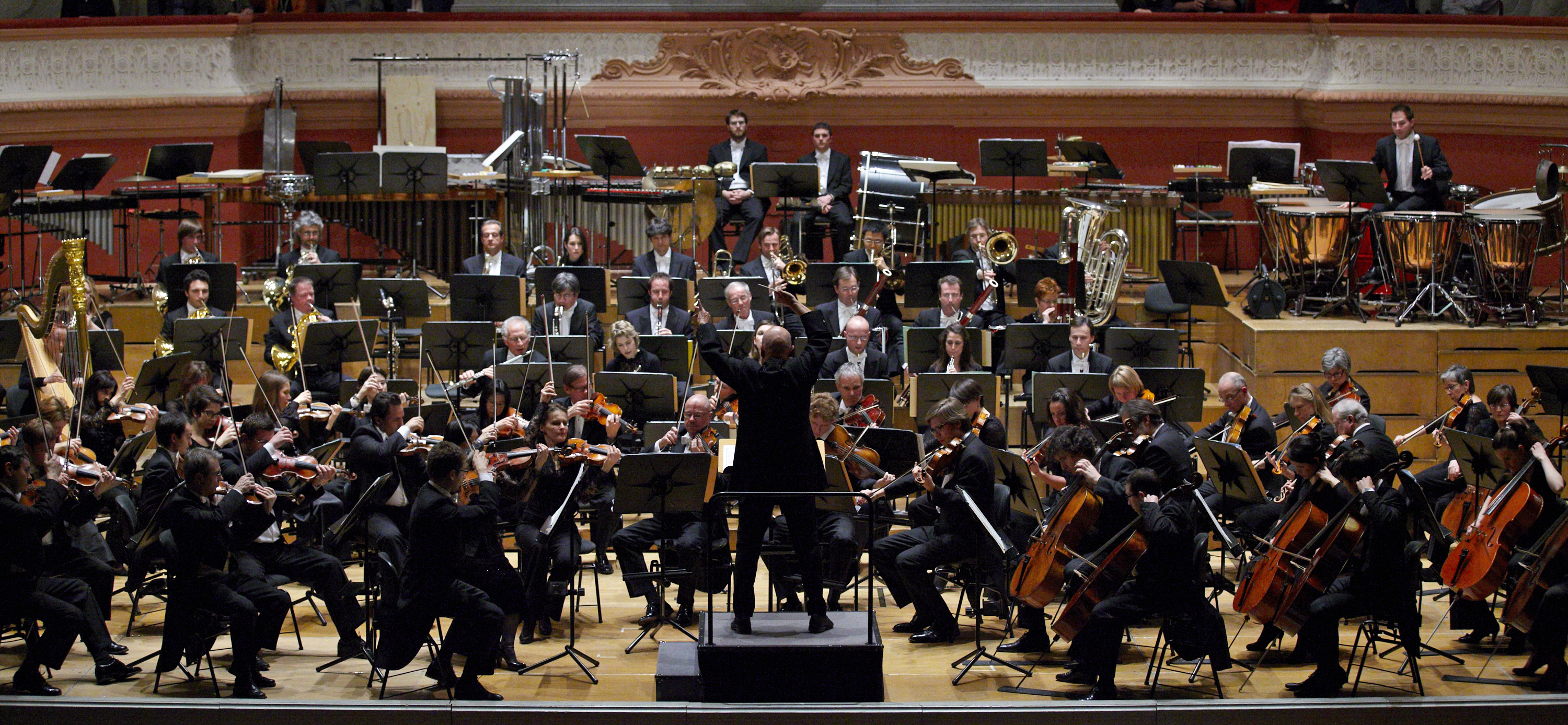
La Sinfonieorchester De Basilea

## Historia
La orquesta fue fundada en 1876, en el mismo año en que  la sala de música de Basilea (Stadtcasino de Basilea) fue construida. Durante su historia, la orquesta dio los estrenos mundiales de obras de compositores tales como Béla Bartók, Arthur Honegger y Bohuslav Martinů. La orquesta fue renombrada en 1997 «Sinfonieorchester Basel» a partir de 1997, cuando las dos orquestas Basler Sinfonie-Orchester y Radio Sinfonieorchester se fusionaron en un solo conjunto. Otro hito en la historia de la orquesta tuvo lugar en el 2012, cuando la Sinfonieorchester Basel y el organizador durante muchos años AMG (en alemán Allgemeine Musikgesellschaft Basilea), decidieron ir por caminos separados. De hoy en adelante, la Sinfonieorchester Basel ha organizado sus propios conciertos de abono.
De 2009 a 2016, el director titular de la orquesta fue Dennis Russell Davies. En junio de 2015, la orquesta anunció el nombramiento de Ivor Bolton como su próximo director principal, a partir de la temporada 2016-2017, con un contrato inicial de 4 años. Michal Nesterowicz se convirtió en el principal director invitado de la orquesta a partir de la temporada 2016-2017.

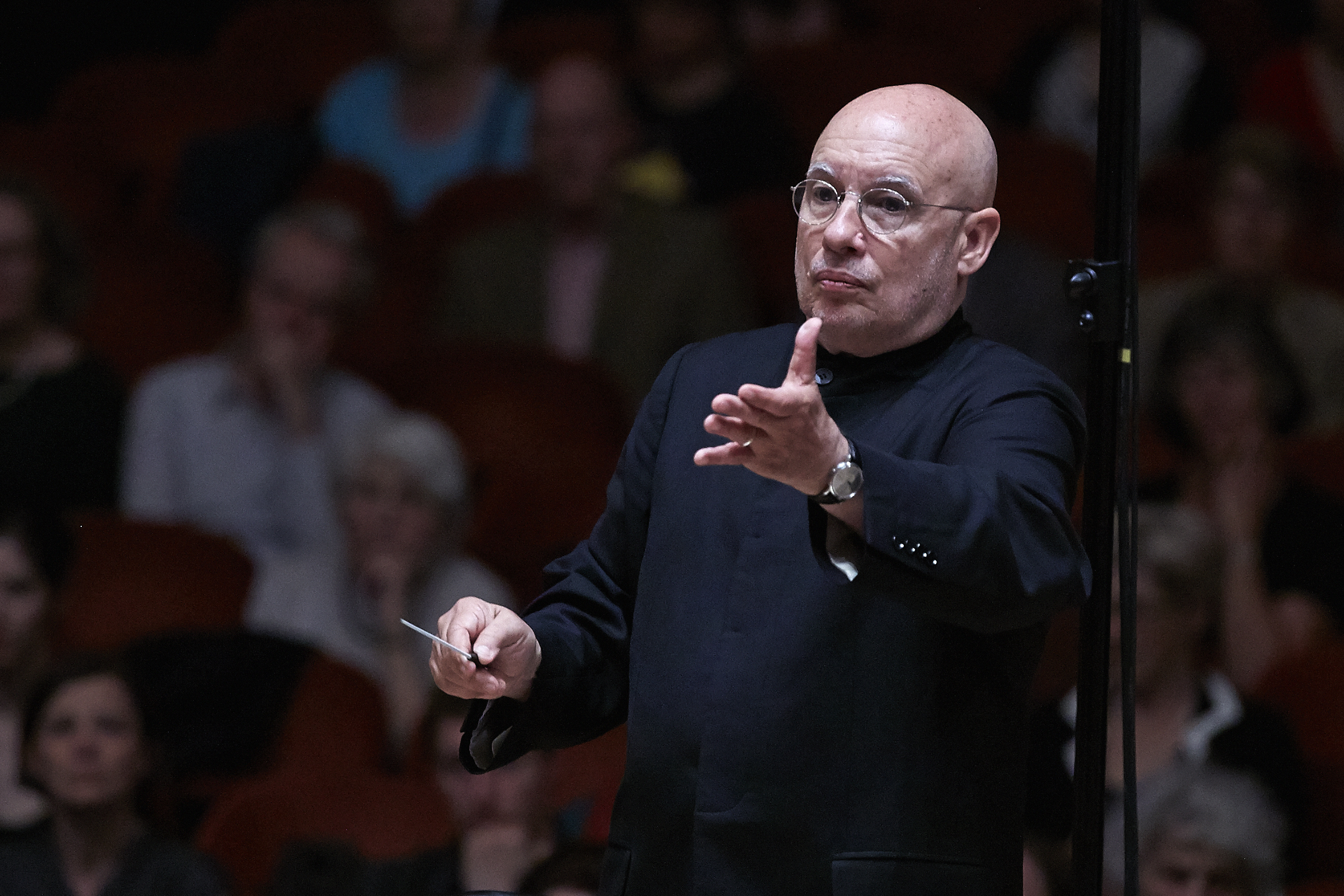
El antiguo director Dennis Russell Davies.

## Directores
- Mario Venzago (1997-2003)
- Marko Letonja (2003-2006)
- Dennis Russell Davies (2009-2016)
- Ivor Bolton (2016-presente)

## Premios
La grabación de 'A different Schumann Vol. 1-3' obtuvo el Diapason d’Or en mayo de 2004, así como por la grabación de 'Felix Weingartner: Symphonic works I' en septiembre de 2005. La grabación "Le Sacre du Printemps" recibió el Supersonic-Prize y fue nominada para el ICMA Music Award 2015.

## Discografía
- Millistrade, Musikalisches Singspiel von Marius Felix Lange und Linard Bardill
- Of Madness and Love, Works by Hector Berlioz, inspired by William Shakespeare
- Franz Schubert: Symphonies No. 2 & 6
- Igor Strawinsky: Le Sacre du Printemps
- Philip Glass: Symphony No. 4 "Heroes" from the music of David Bowie and Brian Eno
- Philip Glass: Symphony No. 1, "Low"
- Arthur Honegger: Symphonies No. 2 & 4 "Deliciae Basiliensis"
- Franz Schubert: Symphonies No. 8, "Grosse C-Dur-Sinfonie"
- Arthur Honegger: Symphonies No. 3 & 1
- Franz Schubert: Symphonies No. 3 & 5
- Es ist ein Ros' entsprungen: Romantic Music for Christmas
- Anton Bruckner: Symphonies No. 4 & 7
- Felix Weingartner: Symphonic works I
- Felix Weingartner: Symphonic works II
- Felix Weingartner: Symphonic works III
- Felix Weingartner: Symphonic works IV
- Felix Weingartner: Symphonic works V
- Felix Weingartner: Symphonic works VI
- Felix Weingartner: Symphonic works VII
- Robert Schumann: A Different Schumann Vol. 1
- Robert Schumann: A Different Schumann Vol. 2
- Robert Schumann: A Different Schumann Vol. 3
- Maurice Ravel: Works for Orchestra
- Bohuslav Martinů: Concerts for Piano
- Luigi Nono: Various Works
- Iannis Xenakis: Kraanerg, ballett-music for orchestra and magnetic
- Klaus Huber: Schwarzerde
- Wladimir Vogel: Various works
- Frédéric Chopin: Works for Piano and Orchestra
- Thomas Kessler: Various works
- Othmar Schoeck: Penthesilea